# 刘建洋
刘建洋（1966年4月—），男，汉族，江西莲花人，中华人民共和国政治人物，中国共产党党员，第十三届全国人民代表大会江西省代表。

## 生平
1985年7月从江西省交通学校毕业后，先后进入江西省南昌市市政工程管理处、南昌市城乡规划局工作。2001年4月，任南昌市城乡规划局局长、党组书记。2002年8月，任南昌市人民政府副秘书长、办公厅党组成员，市建委主任、党委书记。2004年12月，任南昌市人民政府市长助理、党组成员。
2006年12月，任南昌市人民政府副市长。2010年5月，任南昌市委常委。2011年9月，任南昌市委常委、副市长。
2016年10月，任江西省赣江新区党工委副书记、管委会主任。2018年4月，任南昌市委副书记、市长。
2018年，当选江西省第十三届全国人民代表大会代表。
2019年12月，跨省出任中共福建省莆田市委书记。2021年11月，升任中共福建省委常委，并于同年12月转任中共泉州市委書記。
2022年12月，转任中共江苏省委常委，政法委书记。2024年3月，兼任中共江苏省委组织部部长。同年11月30日不再担任省委政法委书记一职。